# 1441 هـ
1441 هي سنة في التقويم الهجري تمتدت مقابلةً في التقويم الميلادي بين سنتي 2019 و2020, و يقابل بدايتها في التقويم الميلادي 31 أغسطس 2019.

## أحداث
- 28 صفر - مقتل أبو بكر البغدادي.

## وفيات

### محرم
- 29 محرم - اللواء عبدالعزيز بن بداح الفغم المطيري قائد قوة الحرس الخاص بالحرس الملكي السعودي

### صفر
- 28 صفر - أبو بكر البغدادي، زعيم تنظيم الدولة الإسلامية.

### ربيع الأول
- 1 ربيع الأول - محمد المختار بن محمد الأمين الشنقيطي، عالم وفقيه أصولي ومُفسر موريتاني.

### ربيع الآخر
- متعب بن عبد العزيز آل سعود وزيرًا لوزارة الشؤون البلدية والقروية السابق.

### رجب
- 1 رجب - محمد حسني مبارك، الرئيس المصري الأسبق.
- 2 رجب - طلال بن سعود بن عبد العزيز آل سعود أمير سعودي
- 4 رجب - محمد عمارة، مفكر وباحث وفيلسوف إسلامي مصري.

### شعبان
- 7 شعبان - عبد الحليم خدام، سياسيي سوري.
- 8 شعبان - محمود حمدي زقزوق، وزير أوقاف مصري أسبق.
- 17 شعبان - عبد الرحمن أبو القاسم، ممثل فلسطيني.

### رمضان
- 10 رمضان - محمد عبد الحميد حلمي، القائد الأسبق للقوات الجوية المصرية.
- 12 رمضان - محمد محمود الطبلاوي، نقيب القراء المصري.
- 25 رمضان - صالح كامل، رجل أعمال سعودي.

### شوال
- 7 شوال - حسن حسني، ممثل مصري.
- 14 شوال - رمضان شلح، سياسي فلسطيني.

### ذو القعدة
- 14 ذو القعدة رجاء الجداوي، ممثلة مصرية.
- 15 ذو القعدة - محمد العصار، عسكري مصري ووزير الإنتاج الحربي.